# 舍訥斯山

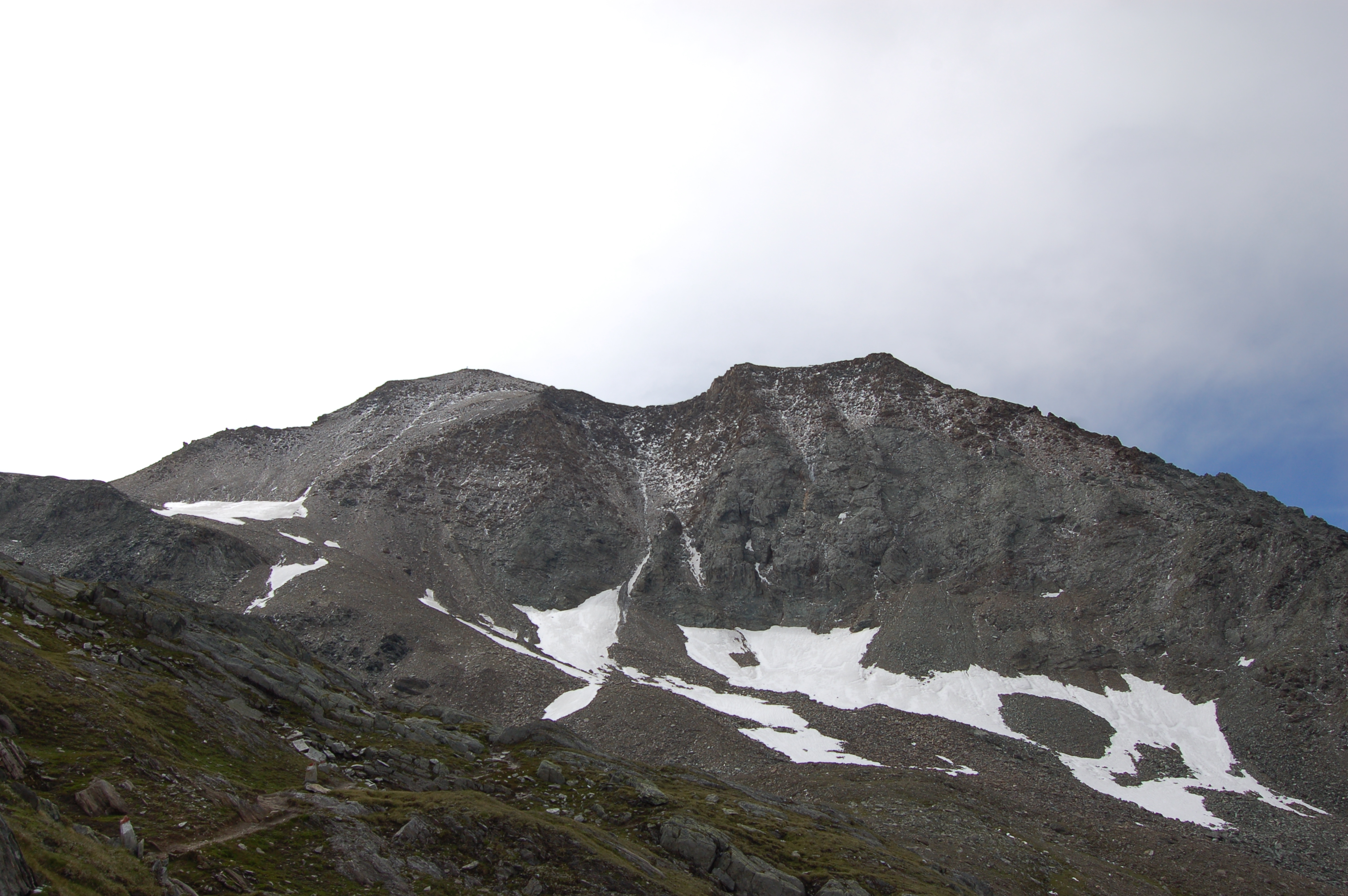

47°2′49″N 12°21′12″E / 47.04694°N 12.35333°E
舍訥斯山（德語：Schernerskopf），是奧地利的山峰，位於該國西部，由蒂羅爾州負責管轄，屬於維內迪傑山脈的一部分，海拔高度3,033米，每年平均降雨量1,874毫米。